# Хипократ (стратег)
Вижте пояснителната страница за други личности с името Хипократ.
Хипократ (на старогръцки: Ἱπποκράτης; Hippokrates; † 424 пр.н.е.) е политик на Древна Атина, стратег, военачалник в началото на Пелопонеската война (431–404 пр.н.е.). Убит е в операция в Беотия.
Той е син на Арифрон и вероятно племенник на прочутия политик на Атина Перикъл.
През 424 пр.н.е. Хипократ е съ-генерал с Демостен. Те се стараят да привлечат град Мегара на страната на Атина, но когато спатртанецът Бразид идва на помощ, те имат частичен успех при превземането на окрепеното пристанище Нисая. В битката при Делион (424 пр.н.е.) в Беотия Хипократ е убит. 